# Gonopterodendron
Gonopterodendron, rod južnoameričkog drveća i grmova iz porodice dvoliskovica, dio potporodice Larreoideae. Postoje četiri vrste.
Kew ovaj rod vodi kao sinonim za Plectrocarpa

## Vrste
1. Gonopterodendron arboreum (Jacq.) Godoy-Bürki
2. Gonopterodendron bonariense (Griseb.) Godoy-Bürki
3. Gonopterodendron carrapo (Killip & Dugand) Godoy-Bürki
4. Gonopterodendron sarmientoi (Lorentz ex Griseb.) Godoy-Bürki

## Sinonimi
- Bulnesia sect.Gonopterodendron Griseb.